# ماركو دراغو
ماركو دراغو (بالإيطالية: Marco Drago)‏ هو عالم فلك إيطالي، ولد في 4 نوفمبر 1982 في Conselve ‏ في إيطاليا.